# Hiybbprqag

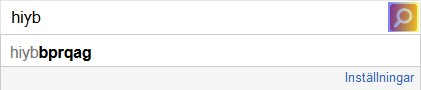
Bing svalde nonsensordet som Google planterade. Ordet fick därigenom verklig spridning, och kan återfinnas genom flera sökmotorer.

Hiybbprqag är ett nonsensord, i stil med de tryckta uppslagsverkens spökord och med samma syfte. Google, företaget bakom sökmotorn med samma namn, använde ordet för att försöka avslöja att konkurrenten Microsoft utnyttjade sökdata från Google för sin egen sökmotor Bing.
Nonsensordet togs upp bland Bings sökresultat, men om detta beror på att Microsoft kopierade sökdata från Google, eller på att Bing snappat upp ordet när Googles anställda under försöket sökt på ordet, är oklart. 

## Googles fälla
I oktober 2010, när misstanken att Bing imiterade Googles korrigeringsförslag vid felstavning uppstod, gillrade Google en fälla. Man preparerade sin sökmotor så att den gav resultat för 100 nonsensord, bland annat "hiybbprqag".
Under de följande veckorna sökte Googles medarbetare på nonsensorden, medan de använde Microsofts webbläsare Internet Explorer, med Bings verktygsfält installerat. Av 100 sökord gav Bing senare tillbaka samma resultat som Google på nio av sökorden.
Microsofts talesman svarade: "We do not copy Google's results" (Vi kopierar inte Googles resultat). Bings vice VD, Harry Shum, svarade senare att sökresultaten som Google anklagat Bing för att kopiera i själva verket kom från Bings egna användare. Shum tillade att Bing använder över ettusen parametrar för att få fram sina sökresultat. En av många parametrar skulle vara tangenttryckningar från några av kunderna, som valt att dela data när de navigerade på nätet.

## Fler av sökorden i fällan
Sammanlagt lade Google ut etthundra nonsensord. Här är några av de andra:
- mbzrxpgjys
- indoswiftjobinproduction
- juegosdeben1ogrande
- jiudgefallon
- delhipublicschool40 chdjob